# Daniel Ciornei
Daniel-Cătălin Ciornei (n. 18 septembrie 1989) este un politician român, ales în 2024 deputat din partea partidului Alianța pentru Unirea Românilor (AUR). În martie 2025, a participat la o demonstrație ilegală de extremă dreapta și a fost ulterior audiat de procurori.

## Carieră politică (2024–prezent)
În urma alegerilor parlamentare din 2024 pe 1 decembrie, Ciornei a fost ales membru al Camerei Deputaților în circumscripția nr. 26 Maramureș, preluând mandatul pe 21 decembrie. Ca deputat este vicepreședinte al Comisiei pentru cercetarea abuzurilor, corupției și pentru petiții, precum și membru al Comisiei pentru apărare, ordine publică și siguranță națională. Ciornei este președinte al grupurilor parlamentare de prietenie pentru Belgia și membru al grupului de prietenie pentru Algeria.
În martie 2025, a participat la o demonstrație ilegală de extremă dreapta și a fost ulterior audiat de procurori.